# Succesul "Moftului român"
Succesul "Moftului român" este o operă literară scrisă de Ion Luca Caragiale.